# 涡阳县
涡 阳县位于中国安徽省西北部，涡河流贯，是亳州市下辖的一个县。区域总面积为1933平方公里，常住总人口164万。县人民政府驻城关街道紫光大道1号。
2006年被安徽省列为12个享有省辖市部分经济社会管理权限的试点县市之一。

## 出产
安徽历史名酒高炉陈酿，在中原酒林中曾占有显耀位置。高炉家酒（高炉酒）是中国地理标志产品。
涡阳干扣面、龙山羊肉汤、十里飘香。

## 历史
清咸丰二年（1852年）十月，捻党首领张乐行率众在蒙、亳之间雉河集“山西会馆”会盟抗清起义，民众纷起，杀官吏，占城池，捻军转战豫、皖、苏等省，重创清军。同治二年（1863年），张乐行殉难。次年元月，为防止再爆发起义，安徽巡抚唐训方，英翰上奏以“雉河集为蒙、亳接壤之区，距城较远，以致强寇叠起，屡抚屡叛，非添设州县，教养兼施，不足以资弹压而移风化，今拟于雉河集添设县城一座。”同治帝准乔松年、曾国藩、僧格林沁奏请，从亳州东部划13保96圩，阜阳北部划4集25圩，蒙城西部划15保45圩，宿州南部划19保46圩设县，以雉河集为县治，循北魏“涡阳”县名，属颖州府。

## 人口
根据(安徽省)亳州市第七次全国人口普查公报显示：涡阳县常住人口为1170719人，男性占比51.35%，女性占比48.65%，年龄结构中0-14岁占比26.23%，15-59岁占比56.48%，60岁以上占比17.3%，65岁以上占比14.12%。

## 地理
- 82.4%以上为河间平原，由早期河流淤积而成。由于降雨、河流侵蚀、人类活动等，部分地区形成零星湖坡洼地、庄户地。
- 17.6%为黄泛区平原，分布在涡河两岸。从河上游至下游，宽度逐渐减小，呈“V”形。地面一般高出两边河间平原区面1米，是涡河的天然堤防。

地势平缓，呈不规则的四边形。地势西北高，东南低，平均海拔26.5～33.5米。境内有涡河、西淝河、北淝河、包河四大水系，流域面积2100平方公里。涡河以北零星分布有龙山、东山、西山、石弓山、郭独山、齐山、辉山，占地6.22平方公里；其次为涡河两岸河间平原，南片在涡河、西淝河之间，北片在涡河、包河之间。

## 行政区划
涡阳县下辖3个街道办事处、20个镇：
城关街道、星园街道、天静宫街道、西阳镇、涡南镇、楚店镇、高公镇、高炉镇、曹市镇、青疃镇、石弓镇、龙山镇、义门镇、新兴镇、临湖镇、丹城镇、马店集镇、花沟镇、店集镇、陈大镇、牌坊镇、公吉寺镇、标里镇、单集林场和安徽省涡阳工业园区。

## 交通
- 344国道过境。
- 青阜铁路：涡阳站
- 京九铁路：王寨站

## 古迹
- 天静宫
- 张乐行故居
- 新四军四师司令部旧址
- 辉山革命烈士陵园